# خط ائتمان
خط الائتمان هو تسهيل ائتماني يقدمه مصرف أو مؤسسة مالية أخرى إلى عميل، سواءً كان هذا العميل حكومة أو شركة أو فرد، بشكل يمكّن العميل من الاعتماد على التسهيلات عندما يحتاج إلى أموال. كما يمكن تعريفه بأنه مقدار الائتمان الذي توفره مؤسسة مالية للأعمال أو المستهلكين خلال فترة زمنية محددة.
يأخذ خط الائتمان عدة أشكال، مثل حد السحب على المكشوف، والقرض تحت الطلب، وائتمان تعبئة الصادرات، والقرض لأجل، والخصم، وشراء الفواتير التجارية، وحساب بطاقة الائتمان المتجدد التقليدي، وغيرها. يعتبر خط الائتمان مصدر فعلي للأموال يمكن استغلاله بسهولة وفقًا لتقدير المقترض. يتم دفع الفائدة فقط على الأموال المسحوبة بالفعل. يمكن تأمين خطوط الائتمان بضمانات أو قد تكون غير مضمونة.
غالبًا ما يتم توسيع خطوط الائتمان من قبل البنوك والمؤسسات المالية للعملاء ذوي الجدارة الائتمانية (على الرغم من أن بعض خطوط الائتمان ذات الأغراض الخاصة قد لا تتطلب متطلبات الجدارة الائتمانية) وذلك للتعاطي مع التدفقات النقدية المتقلبة لهؤلاء العملاء. يُطلق عادةً على الحد الأقصى من الأموال التي يُسمح للعميل سحبها من خط الائتمان اسم حد الائتمان أو حد السحب على المكشوف. يستخدم مصطلح حد الائتمان بشكل شائع لبطاقات الائتمان بينما يستخدم مصطلح حد السحب على المكشوف بشكل أكثر شيوعًا للحسابات المصرفية.